# Exposição Agropecuária de Afogados da Ingazeira
Expoagro, oficailmente Exposição Agropecuária de Afogados da Ingazeira é um dos maiores evento agropecuário do interior pernambucano. Realizado anualmente, entre os meses de junho e julho, no Centro Esportivo Lúcio Luiz de Almeida, na cidade de Afogados da Ingazeira. Constitui-se basicamente de uma feira agropecuária, com desfiles e leilões de animais. Durante os dias de evento, são apresentados espetáculos musicais e culturais

## História
O evento originou-se como uma feira de caprinos e ovinos realizada por associações de criadores do Sítio Poço da Volta, zona rural do município, que gradativamente foi tornando-se um dos maiores eventos do segmento do estado.
A Expoagro de Afogados da Ingazeira foi incluída no Calendário Oficial de Eventos e Datas Comemorativas do Estado de Pernambuco por meio de uma lei de autoria do deputado José Patriota e a proposição foi o Projeto de Lei Ordinária 362/2023 .
O evento ocorre entre os meses de junho e julho onde engloba a festa de emancipação política do município, que é em 1 de Julho.

## Edições
A Expoagro encontra-se na sua 18ª Edição (XVIII), onde já passaram nomes da música brasileira como: Alceu Valença, João Gomes, Calypso, Murilo Huff, Calcinha Preta, Iguinho e Lulinha entre outros.

## Ligações Externas
- «Página oficial do evento»